# Taiwanische Sprache
Taiwanische Sprache, auch Taiwanisch oder Taiwanesisch (chinesisch 臺灣話, Pinyin Táiwānhuà, Pe̍h-ōe-jī Tâi-oân-uē, kurz 臺語,  Táiyǔ, Pe̍h-ōe-jī Tâi-gú amtlich Taiwanisches Minnan 臺灣閩南語,  Táiwān Mínnányǔ, Pe̍h-ōe-jī Tâi-oân Bân-lâm-gú – „Taiwans Südlicher Min-Dialekt“) genannt, ist eine Variante des Hokkien, einer chinesischen Sprache, und ist die Muttersprache der Bevölkerung in der Provinz Fujian (Volksrepublik China) und von etwa 70 % der Bevölkerung der Republik China auf der Insel Taiwan. Die Muttersprachler des Taiwanischen werden als Hoklo oder Holo bezeichnet und deren Muttersprache heißt Hokkien. Daher wird deren Sprache umgangssprachlich auch gern als Hoklo oder Holo (河洛話,  Héluòhuà, Pe̍h-ōe-jī Hô-lo̍k-oē bzw. 鶴佬話,  Hèlǎohuà, Pe̍h-ōe-jī Hō-ló-oē) bezeichnet.
Im RFC 3066 basierend auf ISO 639 hat Taiwanisch die Bezeichnung zh-min-nan-TW. Die Sprache hat keine Standardisierungsbehörde, es gibt jedoch privat organisierte Initiativen in dieser Richtung.

## Klassifizierung

Verwendung des Taiwanischen als Umgangssprache in den Haushalten in Taiwan (Zensus 2010)

Taiwanisch ist eine Variante des südlichen Min-Dialekts (Min Nan), die in Taiwan gesprochen wird. Taiwanisch wird oft als Dialekt innerhalb der chinesischen Sprache gesehen. Andererseits kann man es auch als eine eigene Sprache innerhalb der sino-tibetischen Sprachfamilie betrachten. Die Unterscheidung, ob Taiwanisch ein Dialekt oder eine Einzelsprache ist, hängt nicht zuletzt von politischen Ansichten ab. Die Klassifizierung kann unabhängig davon wie folgt dargestellt werden:
Sino-Tibetisch ⊃ Chinesisch ⊃ Min (Fujian) ⊃ Min Nan (Südliches Fujian) ⊃ Taiwanisch
Das Taiwanische ähnelt dem Min Nan, das im südlichen Teil der Provinz Fujian gesprochen wird, weil die Vorfahren der meisten Einwohner Taiwans im 17. bis 19. Jahrhundert aus der Provinz Fujian eingewandert sind. Wie auch der Min-Nan-Dialekt hat die taiwanische Sprache eine umgangssprachliche Version und eine Schriftsprache. Die Schriftsprache stammt aus dem 10. Jahrhundert und wurde ebenfalls in der Provinz Fujian entwickelt. Sie kam mit den Einwanderern nach Taiwan; sie wurde früher für offizielle Dokumente verwendet, ist mittlerweile aber weitgehend außer Gebrauch.
Es gibt moderne Sprachwissenschaftler, die die Struktur und das Grundvokabular der taiwanischen Sprache mit denen der austronesischen und Tai-Sprachfamilien in Verbindung bringen. Diese Theorien sind aber umstritten.

## Phonetik
Aus phonetischer Sicht ist Taiwanisch eine Tonsprache mit extrem komplexen Regeln des Tonsandhi. Jede Silbe kann einen Anlaut, einen Vokal und einen Auslaut haben, von denen jeder nasal sein kann.

### Konsonanten
Die taiwanische Sprache hat die folgenden Konsonanten:
|                | stimmhaft | stimmlos/ unbehaucht | stimmlos/ behaucht | nasal |
| -------------- | --------- | -------------------- | ------------------ | ----- |
| frikativ       |           | s                    | h                  |       |
| palatoalveolar | j         | ch                   | chh                |       |
| bilabial       | b         | p                    | ph                 | m     |
| dental         | l         | t                    | th                 | n     |
| velar          | g         | k                    | kh                 | ng    |

Es gibt keine labiodentalen Konsonanten.

### Vokale
Es gibt die folgenden Vokale:
| TLPA (臺灣語言音標) | a | e | i | o  | oo | u | m | ng |
| POJ (白話字)        | a | e | i | o  | o· | u | m | ng |
| PSDB (普實臺文)     | a | e | i | oi | o  | u | m | ng |

Bei o handelt es sich um ein geschlossenes O, o· ist ein offenes O.
Es gibt daneben eine Reihe von Diphthongen und Triphthongen, z. B. iau.
Die Vokale m und ng sind nasal, alle anderen sind nicht nasal. Diese kann man aber nasal machen, indem man ein ⁿ anfügt: a ist nicht-nasal; aⁿ ist der gleiche Vokal, aber nasalisiert.

### Tonalität
Taiwanisch hat sieben Töne, die von 1 bis 8 nummeriert werden (kein Fehler!). Der zweite und sechste Ton ist der gleiche. Beispielsweise sieht die Silbe a in den sieben Tönen folgendermaßen aus:
1. a Hoher Ton
2. á Fallender Ton
3. à Niedriger Ton
4. ah Niedriger gehaltener Ton
5. â Steigender Ton
6. Wie 2. Ton
7. ā Mittlerer Ton
8. a̍h Hoher gehaltener Ton

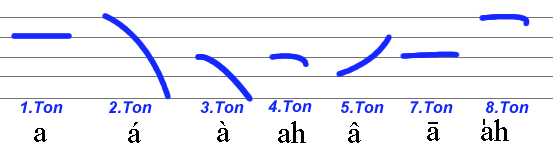
Die sieben Töne der taiwanischen Sprache

Häufig werden die Töne auf einer Skala von 1 bis 5 dargestellt, wobei 5 das Höchste und 1 das Niedrigste ist. Die Töne sehen dann folgendermaßen aus:
1. 44 陰平
2. 51 上聲
3. 31 陰去
4. 3 陰入
5. 24 陽平
6. wie 2. Ton
7. 33 陽去
8. 5 陽入

Eine Silbe im 4. oder 8. Ton (also die beiden gehaltenen Töne) kann p, t oder k am Ende haben. Dann kann die Silbe aber nicht nasal sein. Diese drei Verschlusslaute werden als Gegenstück zu den nasalen Auslauten m, n und ng in anderen Tönen gesehen.
Trotzdem können Silben im 4. oder 8. Ton nasal sein, nämlich dann, wenn sie auf h enden, wie z. B. siaⁿh.
Es gibt noch einen nullten Ton, der eine grammatikalische Funktion hat und mit zwei Strichen (--) vor der Silbe notiert wird.
Der Dialekt der Nordküste Taiwans kennt keine Unterscheidung zwischen dem 4. und dem 8. Ton; beide werden so ausgesprochen, als wäre es ein vierter Ton.

### Struktur der Silben
Jede Silbe braucht einen Vokal, Diphthong oder Triphthong in der Mitte. Alle Konsonanten können als Anlaut am Anfang der Silbe stehen. Die Konsonanten p, t, k; m, n und ng (und auch h, das hat eine Sonderstellung) können am Ende der Silbe stehen.
Somit kann man Silben wie ngiau (kratzen) und thng (Suppe) bauen.
Diese beiden Silben sind jeweils nasal: Die erste hat einen nasalen Konsonanten im Anlaut, die andere hat einen nasalen Vokal.

### Tonsandhi
Taiwanisch hat extrem komplexe Regeln des Tonsandhi. Dies bedeutet, dass sich die Töne in einer Wortgruppe (das kann ein Wort, ein Gedanke oder ein Satz sein – was genau diese Wortgruppe in diesem Zusammenhang ist, wird noch erforscht) gegenseitig beeinflussen.

## Vokabular
Die moderne Sprachwissenschaft schätzt, dass ein Großteil der Wörter der taiwanischen Sprache Verwandte in anderen chinesischen Dialekten hat. Dies gilt nicht für etwa 10 bis 25 Prozent der Wörter. Daneben gibt es aber auch viele falsche Freunde, zum Beispiel das Wort cháu, welches in Taiwanisch rennen bedeutet, während das Wort zǒu im Hochchinesischen gehen bedeutet.

## Schriftsystem
In den meisten Fällen wird die taiwanische Sprache mit chinesischen Zeichen geschrieben, die Han-Zeichen genannt werden. Es gibt jedoch eine gewisse Anzahl von speziellen Zeichen, die nur in der taiwanischen Sprache vorkommen und die manchmal in informellen Schriftstücken verwendet werden. Manchmal wird Taiwanisch auch mit einem lateinischen Alphabet, Pe̍h-oē-jī, geschrieben, welches von Missionaren entwickelt wurde und von der Presbyterianischen Kirche seit dem 19. Jahrhundert gefördert wird. In letzter Zeit gibt es auch Texte, die eine Mischung von chinesischen Zeichen und westlichem Alphabet verwenden, diese Art von Texten ist aber (noch) selten. Es gibt daneben noch andere Schriftsysteme, die auf dem lateinischen Alphabet aufbauen, die wichtigsten davon heißen TLPA (Taiwanese Language Phonetic Alphabet), Modern Literal Taiwanese und Tongyong Pinyin.

## Soziolinguistik
Innerhalb der Min-nan sprechenden Gemeinschaft von Südostasien ist die Aussprache von Xiamen (Amoy-Dialekt) Hochsprache, die anderen Varianten sind die von Choâⁿ-chiu (Chinchew; Quanzhou in der Provinz Fujian), Chiang-chiu (Changchew; Zhangzhou in Fujian) und Tio-chiu (Teochew; aus Chaozhou in der Provinz Guangdong).
Innerhalb von Taiwan ist die Hochsprache jene von Tâi-lâm (Tainan, Südtaiwan). Daneben gibt es
- den nördlichen Akzent. Typisch ist das Fehlen des 8. Tons, und dass sich Vokale verschieben (i nach 'u', e nach oe).
- den zentralen Akzent, besonders in der Nähe von Taichung und der Hafenstadt Lo̍k-káng (Lugang). Dieser Akzent hat einen zusätzlichen Vokal zwischen i und u, der als 'ö' dargestellt wird.
- den nördlich/nordöstlichen Küstenakzent, aus Gî-lân (Yilan). Man erkennt ihn daran, dass sich der Vokal ng hier nach uiⁿ verschiebt.

### Verbreitung
Die meisten Leute in Taiwan beherrschen sowohl Hochchinesisch als auch die taiwanische Sprache, obwohl der Grad der Beherrschung sehr unterschiedlich sein kann. Welche Sprache gewählt wird, hängt sehr stark von der Situation ab:
- In einer offiziellen Situation wird in der Regel Hochchinesisch bevorzugt. In einer informellen Situation wird eher die taiwanische Sprache gesprochen.
- Auf dem Land ist Taiwanisch mehr verbreitet, wohingegen Hochchinesisch in den Städten, besonders in der Hauptstadt Taipeh, anzutreffen ist.
- Die älteren Leute neigen dazu, die taiwanische Sprache zu bevorzugen, während die jüngeren Leute eher Hochchinesisch sprechen.
- In den Medien wird die taiwanische Sprache in Seifenopern, Dramen und Varietés verwendet, Dokumentationen und Spielshows werden eher in Hochchinesisch produziert.

### Spezielle Kunstformen
Chhit-jī-á ist ein für Taiwan typisches Versmaß, bei welchem jeder Reim aus sieben Silben besteht.
Es gibt eine spezielle Form der Bühnenaufführung, die Taiwan-Oper, bei welcher sich die Handlung in der Regel um ein Ereignis in der Geschichte dreht. Es gibt auch ein taiwanisches Puppentheater, welches nur in Taiwan vorkommt und sich in den letzten zwanzig Jahren so weiterentwickelt hat, dass es heute große Puppentheater-Spektakel im Fernsehen gibt.

### Geschichte
Im 18. und 19. Jahrhundert gab es in Taiwan viele Unruhen und bewaffnete Konflikte. Einige dieser Konflikte waren Widerstand gegen die Regierung (sowohl chinesische als auch japanische Regierungen). Jedoch gab es auch zahlreiche Konflikte zwischen den einzelnen Gruppen der Bevölkerung. Diese Konflikte drehten sich häufig um die Sprache. Es gibt Aufzeichnungen über Konflikte zwischen den Hakka und der taiwanischsprachigen Bevölkerung, zwischen jenen, die eine der Ureinwohnersprachen sprachen, und der taiwanischsprechenden Bevölkerung und unter den taiwanisch sprechenden Leuten, die jedoch unterschiedliche Dialekte sprachen.
Im 20. Jahrhundert ist die Unterscheidung zwischen den Dialekten auf Taiwan noch sensibler als in anderen Regionen Chinas. Der gesprochene Dialekt unterscheidet die Leute, die nach dem Jahr 1949, dem Jahr der Gründung der Volksrepublik China und Ende des chinesischen Bürgerkrieges, nach Taiwan gekommen sind, von jenen, die schon seit langem auf der Insel siedeln. In der Zwischenzeit haben sich die Unterschiede sowohl in politischer als auch in linguistischer Hinsicht verwaschen, die politischen Fragen, die sich um die Verwendung der taiwanischen Sprache drehen, sind aber nach wie vor komplex und kontrovers. Die Beziehung zum Hochchinesisch ist dabei besonders komplex.
Doch auch über die Namensgebung gibt es nach wie vor keine Einigung. Viele bevorzugen den Namen taiwanische Sprache für die taiwanische Variante des südlichen Min-Dialekt, weil dies die Sprache auf die gleiche Stufe mit Hochchinesisch, Hakka und den Sprachen der Ureinwohner stellt. Andere bevorzugen den Namen Min-nan (südlicher Min-Dialekt) oder Hokkien, weil dies zum Ausdruck bringt, dass Taiwanisch eine Variante der Min-nan-Sprache ist, die in der Provinz Fujian in der heutigen Volksrepublik China gesprochen wird. Viele lehnen diesen Namen aus genau diesem Grund ab. Man kann mit den Taiwanern lange Debatten führen, ob Taiwanisch eine Sprache oder ein Dialekt ist. In der Sprachwissenschaft ist die Unterscheidung zwischen Sprache und Dialekt nie ein linguistisches Kriterium; eine Sprache und ein Dialekt sind rein unter formalen Kriterien völlig gleich. Den Unterschied macht die Anzahl der Sprecher, der Umfang vorhandener Literatur und vor allem der politische Status.

### Taiwanisch in der Politik
Die Kuomintang versuchten bis in die 1980er Jahre, die taiwanische Sprache zugunsten des Hochchinesischen, in Taiwan als „Nationalsprache“ (國語,  Guóyǔ – „Sprache der Nation“) bezeichnet, zu verdrängen. So war die Verwendung von Taiwanisch in der Schule verboten. In den elektronischen Medien war die Menge der Sendungen in taiwanischer Sprache begrenzt. In den neunziger Jahren wurden diese Maßnahmen aufgehoben. Im Bildungssektor ist Hochchinesisch aber immer noch die dominierende Sprache; es ist aber möglich, in der Schule Taiwanisch, Hakka oder eine Ureinwohnersprache zu lernen.
Die Verwendung der taiwanischen Sprache statt des Hochchinesischen ist Teil der Bewegung für die taiwanische Unabhängigkeit. Die Verbindung zwischen Politik und der Sprache ist aber nicht mehr so stark, wie sie einmal war. Wer in Taiwan ein politisches Amt erringen möchte, muss sowohl Taiwanisch als auch Hochchinesisch fließend sprechen. Dies gilt sowohl für jene Politiker, die die Unabhängigkeit für Taiwan befürworten, als auch für jene, die für eine Vereinigung mit China stehen.
Der Politiker James Soong war zu Beginn seiner Karriere dafür verantwortlich, dass taiwanische und andere lokale Sprachen in den Medien beschränkt wurden. Später war er einer der ersten Politiker, die zwar für die Vereinigung mit China standen, aber zuweilen die taiwanische Sprache in informellen Situationen verwendeten. Seitdem sprechen viele Politiker, die gegen die Unabhängigkeit Taiwans sind, auch die taiwanische Sprache im Wahlkampf, auch wenn sie diese Sprache nicht als Muttersprache sprechen und sie nur schlecht beherrschen. Umgekehrt verwenden auch Politiker, die sich für die Unabhängigkeit einsetzen, Hochchinesisch in formellen Situationen. Ein Beispiel dafür ist der ehemalige Präsident Chen Shui-bian, der in allen offiziellen Reden Hochchinesisch sprach, im Wahlkampf oder in weniger offiziellen Anlässen, wie z. B. bei der Überbringung von Neujahrsgrüßen, sprach er Taiwanisch.
Trotz all dieser Gemeinsamkeiten gibt es immer noch Unterschiede bezüglich der Einstellung zu Hochchinesisch und der taiwanischen Sprache. Generell denken die Befürworter der Vereinigung mit China, dass zwar alle Sprachen, die in Taiwan gesprochen werden, respektiert werden müssen, wollen aber einen bevorzugten Status für Hochchinesisch als Arbeitssprache zwischen den verschiedenen Gruppen der Bevölkerung. Die Befürworter der Unabhängigkeit denken, dass die taiwanische Sprache oder keine Sprache einen Vorzug haben soll.
Im Jahr 2002 schlug eine Partei vor, die taiwanische Sprache zur zweiten amtlichen Sprache der Republik China (Taiwan) zu machen. Dieser Vorschlag wurde nicht nur von den Befürwortern der Vereinigung, sondern auch von Hakka und Ureinwohnern abgelehnt, weil sie befürchteten, dass ihre Muttersprache an den Rand gedrängt werden würde. Andere lehnten dies aus praktischen Gründen ab oder sie wollten ethnische Spannungen im Land vermeiden.
Im Jahr 2003 brach eine Diskussion aus, als in einer Prüfung für Richter chinesische Zeichen vorkamen, die nur in der taiwanischen Sprache verwendet werden. Letzten Endes wurden diese Fragen bei der Berechnung des Resultates nicht berücksichtigt. Wie bei der Diskussion um die amtliche Sprache kamen hier die Einwände nicht nur von den Befürwortern der Vereinigung mit China, sondern auch von Hakka und Vertretern der Ureinwohner.

## Andere mögliche Bedeutungen

### Sprachen der Ureinwohner Taiwans
Im Westen wird der Begriff taiwanische Sprachen manchmal für die Sprachen der Ureinwohner der Insel Taiwan (Indigene Völker Taiwans) verwendet. Um Missverständnisse zu vermeiden, sollte in diesem Fall der Begriff Sprachen der Ureinwohner Taiwans verwendet werden.

### Taiwanischer Dialekt des Hochchinesischen
Der Begriff taiwanische Sprache wird manchmal fälschlicherweise dafür verwendet, jenes Hochchinesisch zu bezeichnen, das die offizielle Sprache der Republik China (Taiwan) ist. Dieses von etwa 80 Prozent der Bevölkerung Taiwans gesprochene Hochchinesisch unterscheidet sich zwar in gewissem Maße bezüglich Vokabular, Grammatik und speziell der Aussprache vom Hochchinesischen in der Volksrepublik China; die Unterschiede sind jedoch weitaus geringer als die zwischen Hochchinesisch und Taiwanisch. Die Unterschiede sind vergleichbar denen zwischen dem Standarddeutschen Deutschlands und dem österreichischen Deutsch. In der modernen Sprachwissenschaft wird die taiwanische Variante des Hochchinesischen als Taiwanischer Dialekt des Hochchinesischen bezeichnet.

### Taiwanische Sprachen
Als Geste der Gleichheit wurde vorgeschlagen, alle Sprachen, die in Taiwan gesprochen werden, als taiwanische Sprachen zu bezeichnen. Dies würde alle möglichen Bedeutungen, die in diesem Artikel erwähnt sind, einschließen, und Hakka sowie die lokalen Dialekte japanischsprachiger und englischsprachiger Minderheiten hinzuziehen.